# ベース鉱
ベース鉱（べーすこう、vaesite）は、黄鉄鉱族に属し、硫化ニッケルを主成分として少量のコバルトや鉄を含む硫化鉱物。フランス領コンゴ・カタンガ州（現在のコンゴ民主共和国ルアラバ州）カソンピ鉱山で発見され、発見者であるユニオン・ミニエール所属のベルギーの鉱物学者、ヨハネス・ベース（Johannes F. Vaes,1902-1978）にちなみ命名された。
ベース鉱のニッケルがコバルトに置換するとカチエル鉱になる（カチエル鉱も旧カタンガ州で発見されている）。